# بيتر إيرلي
بيتر إيرلي هو محامي وقاضي وسياسي أمريكي، ولد في 20 يونيو 1773 في ماديسون في الولايات المتحدة، وتوفي في 15 أغسطس 1817 في Scull Shoals, Georgia ‏ في الولايات المتحدة. نشط حزبياً في الحزب الجمهوري الديمقراطي. وقد انتخب حاكم جورجيا ‏ وانتخب عضو مجلس النواب الأمريكي ‏.